# Acronicta increta
Acronicta increta is een nachtvlinder uit de familie van de Noctuidae, de uilen. De vlinder hoort tot een moeilijke groep, en in de naamgeving van deze soort is het een en ander veranderd. Door een aantal auteurs wordt Acronicta inclara als een synoniem gezien.
De vlinder komt voor van in het zuiden van Canada en in de Verenigde Staten tot in Florida en Texas.
Waardplanten van A. increta zijn eik, kastanje en beuk.